# Ocotea rufescens
Ocotea rufescens är en lagerväxtart som beskrevs av H. van der Werff. Ocotea rufescens ingår i släktet Ocotea och familjen lagerväxter. Inga underarter finns listade i Catalogue of Life.